# Stefan Reichmuth
Stefan Reichmuth (ur. 20 września 1994) – szwajcarski zapaśnik walczący w stylu wolnym. Olimpijczyk z Tokio 2020, gdzie zajął ósme miejsce w kategorii 86 kg. Brązowy medalista mistrzostw świata w 2019 roku. 
Piąty na mistrzostwach Europy w 2014. Brązowy medalista wojskowych MŚ w 2018. Dwunasty na igrzyskach wojskowych w 2019. Czternasty na igrzyskach europejskich w 2015 i dziesiąty w 2019 roku.